# Fred. Olsen & Co.

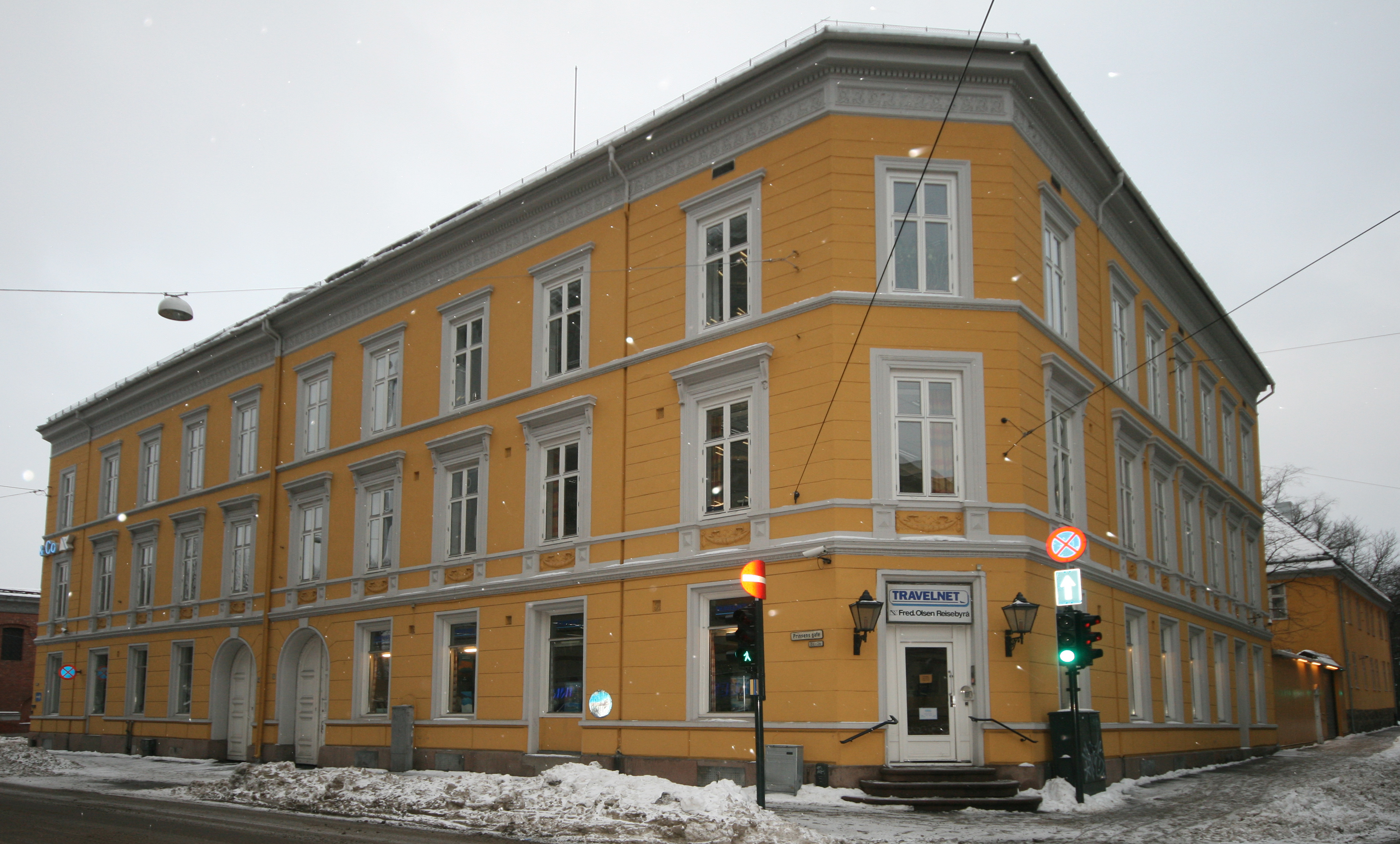
Firmensitz von Fred. Olsen & Co. in Oslo

Fred. Olsen & Co. ist eine Reedereigesellschaft mit Hauptsitz in Oslo, Norwegen. Das Unternehmen gibt 1848 als Gründungsjahr an. Es wird heute von der Familie Olsen in fünfter Generation geführt.

## Geschichte
1848 hatte der älteste von drei Brüdern (Frederik Christian, 1815–1875, Petter, 1821–1899, und Andreas Olsen, 1823–1893; allesamt bereits in jungen Jahren Kapitäne) die ersten beiden Schiffe erworben. Petter erwarb sein erstes Schiff 1852 und hatte zum Zeitpunkt seines Todes 16 Schiffe, etliche Beteiligungen und betrieb Büros im am Oslofjord gelegenen Heimatort Hvitsten im Bezirk Vestby. Der Warenverkehr der Brüder war so umfangreich, dass dort eine Zollstation eingerichtet wurde.

### Thomas Fredrik Olsen und seine Söhne
Petters Sohn Thomas Fredrik (Fred.), 1857–1933, der dem Unternehmen den heutigen Namen gab, war bereits im Alter von 23 Jahren Kapitän und baute das Geschäft sehr bald zur großen internationalen Reederei aus. 1897 orderte er das erste Dampfschiff für seine Flotte, 1914 besaß er das erste Motorschiff unter norwegischer Flagge, Brazil. Der visionäre Unternehmer hatte bereits 1898 den Firmensitz nach Oslo verlegt, kaufte zwischen 1900 und 1912 vier Konkurrenten auf und etablierte daneben transatlantischen Linienverkehr, insbesondere nachdem über den Panamakanal ab 1914 auch die Westküste der USA kostengünstig erreichbar wurde.

#### Rudolf Fredrik Olsen (1882–1951)
Thomas Fredriks Sohn Rudolf wirkte ab 1914 im Unternehmen mit, das sein Vater 1916 zu Fred. Olsen & Co. umgestaltete. 1921 wurde die Reederei Otto Thoresen übernommen, womit Olsens Aktivitäten im Mittelmeer und auf den Kanaren begann, obwohl man im Ersten Weltkrieg 23 der 44 Schiffe verloren hatte. Rudolf war die treibende Kraft hinter dem Engagement der Familie für die Luftfahrt: Eine der frühesten Fluggesellschaften Norwegens war die Fred. Olsen and Bergenske A/S (DNL) (1933), aus der nach dem Krieg Fred. Olsens Flyselskap entstand; 1946 beteiligte man sich an der Gründung der SAS.

#### Thomas Fredrik Olsen (1897–1969)
1922 trat der zweite Sohn, Thomas, in die Firma ein. Ab 1929, nach Übernahme eines weiteren Konkurrenten, lief Fred. Olsen & Co. auch deutsche Häfen an. Auch das erste Tankschiff der Flotte, Borgny, ließ man im selben Jahr bauen. Daneben liefen in der Zwischenkriegszeit drei Passagierschiffe vom Stapel. Nachdem bereits „der alte Fred.“ mit Thor Heyerdahls Eltern gut bekannt war, freundete sich auch Thomas mit dem jungen Forscher und Abenteurer an und war ihm in vieler Hinsicht ebenso hilfreich wie nach ihm sein Sohn (Thomas) Fredrik (* 1929).

### Ab 1940
Mit der Besetzung Norwegens durch die Wehrmacht wurde die gesamte Handelsflotte, soweit sie nicht in Feindeshand gefallen war, den Alliierten zur Verfügung gestellt. Gemanagt wurde die Olsen-Flotte während des Krieges von Thomas. 28 Schiffe, die Hälfte des Bestands, gingen verloren, wodurch in den Nachkriegsjahren viele Neubauten erforderlich wurden, was die Flotte modernisierte. Nachdem Rudolf Olsen 1951 verstorben war und Thomas zusehends erkrankte, trat 1955 sein Sohn Frederik in das Unternehmen ein, bis er 1994 die Leitung seiner Tochter Anette S. Olsen übergab.

## Unternehmen der Fred. Olsen Gruppe
Fred. Olsen & Co. agiert als Holding-Gesellschaft der Familie Olsen; die meisten Beteiligungen werden über die börsennotierte Holdinggesellschaften Bonheur gehalten. Am 5. Mai 2016 fusionierte die ehemalige zweite Holdinggesellschaft Ganger Rolf ASA mit der Bonheur ASA, die Firma Ganger Rolf wurde anschließend liquidiert.
Die Olsen-Gruppe ist in den Bereichen Kreuzfahrt und Fähren (u. a. mit Fred. Olsen Cruise Lines und Fred. Olsen Express), Tanker (First Olsen Tanker), Offshore-Öl (mit den beiden börsennotierten Unternehmen Dolphin Drilling (ehem. Fred. Olsen Energy) und Olsen Production), Offshore-Windenergie (Olsen Windcarrier), Erneuerbare Energien (Olsen Renewables), sowie Hotellerie, Medien und Immobilien tätig.

## Trivia
Thomas Olsen gehörte zum Freundeskreis der Familie Thor Heyerdahls. Er unterstützte Heyerdahl, der 1940 in Kanada feststeckte und keine Arbeitserlaubnis hatte, zunächst finanziell und ließ später während des Krieges Heyerdahls in den USA zurückgebliebene Gattin Liv mit den beiden Kindern in seiner Villa sehr großzügig wohnen.
Als Heyerdahl 1990 begann, sich für die Pyramiden von Güímar zu interessieren, kaufte Fred. Olsen & Co., im Fährverkehr der Kanaren seit geraumer Zeit vorherrschend, das als Bauland freigegebene Areal und ermöglichte dadurch wissenschaftliche Grabungen. Der ab 1998 entstandene „ethnographische Park“ wird touristisch von Pirámides de Güímar, S.A.U, „A Fred. Olsen Company“ vermarktet.